# Dora 2023
La ventiquattresima edizione di Dora si è tenuta l'11 febbraio 2023 presso la Marino Cvetković Hall di Abbazia e ha selezionato il rappresentante della Croazia all'Eurovision Song Contest 2023.
I vincitori sono stati i Let 3 con Mama šč!.

## Organizzazione
Il 20 settembre 2022 l'emittente radiotelevisiva croata Hrvatska radiotelevizija (HRT) ha confermato la partecipazione del paese all'Eurovision Song Contest 2023 a Liverpool e il ritorno del festival Dora come metodo di selezione del proprio rappresentante.
Il festival si è tenuto, come l'edizione precedente, in una sola serata, l'11 febbraio 2023 alla Marino Cvetković Hall di Abbazia. Il voto combinato di giuria e pubblico ha decretato il vincitore fra i 18 partecipanti.

## Partecipanti
HRT ha accettato proposte dal 20 settembre al 20 novembre 2022. Una giuria composta da Željko Mesar, Zlatko Turkalj, Robert Urlić, Ema Gross, Igor Geržina, Željen Klašterka, Ivan Horvat, Tomislav Krizmanić e Dražen Miočić ha selezionato i finalisti fra le 196 canzoni ricevute, in aumento rispetto all'edizione precedente. L'emittente ha rivelato i nomi dei 18 partecipanti e i titoli dei rispettivi brani il successivo 9 dicembre; quattro brani di riserva sono stati aggiunti alla lista nel caso alcuni dei finalisti non sia in grado di partecipare.
| Artista                             | Brano               | Lingua          | Autori                                                                            |
| ----------------------------------- | ------------------- | --------------- | --------------------------------------------------------------------------------- |
| Barbara Munjas                      | Putem snova         | Croato          | Barbara Munjas, Alen Bernobić                                                     |
| Boris Štok                          | Grijeh              | Croato          | Boris Štok, Darko Terlević                                                        |
| Damir Kedžo                         | Angels and Demons   | Inglese         | Jamie Duffin, Stefan Celar, Michael Chun-Fai Chung, Victoria Jane Horn            |
| Đana                                | Free Fallin'        | Inglese         | Đana Smajo                                                                        |
| Detour                              | Master Blaster      | Croato          | Nenad Borgudan                                                                    |
| Eni Jurišić                         | Kreni dalje         | Croato          | Matija Cvek, Vlaho Arbulić, Eni Jurišić, Filip Majdak                             |
| Hana Mašić                          | Nesreća             | Croato          | Boris Subotić, Darko Dimitrov                                                     |
| Harmonija Disonance                 | Nevera (Lei, lei)   | Croato          | Bartol Stopić, Sanja Daić, Bojan Petrović, Bartol Stopić, Anja Papa, Luka Vidović |
| Krešo & Kisele Kiše                 | Kme kme             | Croato          | Krešimir Burić, Matej Zec                                                         |
| Let 3                               | Mama šč!            | Croato          | Damir Martinović Mrle, Zoran Prodanović                                           |
| Maja Grgić                          | I Still Live        | Inglese         | Mateo Martinović, Maja Grgić                                                      |
| Martha May                          | Distance            | Inglese         | Marta Ivić, Oliver Fecci-Chiffi                                                   |
| Meri Andraković                     | Bye Bye Blonde      | Inglese         | Boris Đurđević, Valerija Đurđević                                                 |
| Patricia Gašparini                  | I Will Wait         | Inglese         | Siniša Reljić, Lisa Desmond, Aidan Winkels                                        |
| Tajana Belina                       | Dom                 | Croato, inglese | Tajana Belina, Marcel Sprunkel                                                    |
| The Splitters                       | Lost and Found      | Inglese         | Neven Kolarić, Branimir Mihaljević, Marko Mihaljević                              |
| Top of the Pops feat. Mario Reković | Putovanje           | Croato, inglese | Bruno Krajcar, Danijel Načinović, Nikola Milat                                    |
| Yogi                                | Love at First Sight | Inglese         | Yugomir Lonich                                                                    |

Brani di riserva
| Artista              | Brano             | Lingua  | Autori                                    |
| -------------------- | ----------------- | ------- | ----------------------------------------- |
| Lana Mandarić Lanchi | Sama              | Croato  | Zorana Mandarić, Domagoj Perišić          |
| Mirna Škrgatić       | Odlazi            | Croato  | Mirna Škrgatić, Tomislav Franjo Šušak     |
| Rosanna Kumerle      | Talking to Me     | Inglese | Rosanna Kumerle, William Naesh Hendriksen |
| Voice for You        | On the Same Train | Inglese | Adi Karas, Elvis Sršen, Tvrtko Hrelec     |

## Finale
La finale si è tenuta l'11 febbraio 2023 presso la Marino Cvetković Hall di Abbazia e sarà presentata da Duško Ćurlić, Mario Lipovšek Battifiaca e Marko Tolja. L'ordine d'esibizione è stato reso noto il 2 febbraio 2023.
I Let 3 sono stati proclamati vincitori trionfando sia nel televoto che nel voto della giuria.
| #  | Artista                             | Titolo              | Punteggio | Punteggio | Punteggio | Posizione |
| #  | Artista                             | Titolo              | Giuria    | Televoto  | Totale    | Posizione |
| -- | ----------------------------------- | ------------------- | --------- | --------- | --------- | --------- |
| 1  | Top of the Pops feat. Mario Reković | Putovanje           | 13        | 20        | 33        | 10        |
| 2  | Yogi                                | Love at First Sight | 10        | 3         | 13        | 16        |
| 3  | Boris Štok                          | Grijeh              | 7         | 10        | 17        | 14        |
| 4  | Tajana Belina                       | Dom                 | 2         | 8         | 10        | 17        |
| 5  | Krešo & Kisele Kiše                 | Kme kme             | 34        | 19        | 53        | 7         |
| 6  | Maja Grgić                          | I Still Live        | 8         | 5         | 13        | 15        |
| 7  | Barbara Munjas                      | Putem snova         | 37        | 15        | 52        | 8         |
| 8  | Đana                                | Free Fallin'        | 7         | 14        | 21        | 13        |
| 9  | Patricia Gašparini                  | I Will Wait         | 5         | 3         | 8         | 18        |
| 10 | The Splitters                       | Lost and Found      | 50        | 60        | 110       | 4         |
| 11 | Hana Mašić                          | Nesreća             | 21        | 12        | 33        | 11        |
| 12 | Damir Kedžo                         | Angels and Demons   | 44        | 59        | 103       | 5         |
| 13 | Martha May                          | Distance            | 23        | 8         | 31        | 12        |
| 14 | Detour                              | Master Blaster      | 73        | 41        | 114       | 3         |
| 15 | Meri Andraković                     | Bye Bye Blonde      | 22        | 22        | 44        | 9         |
| 16 | Let 3                               | Mama šč!            | 105       | 174       | 279       | 1         |
| 17 | Eni Jurišić                         | Kreni dalje         | 52        | 19        | 71        | 6         |
| 18 | Harmonija Disonance                 | Nevera (Lei, lei)   | 67        | 88        | 155       | 2         |

| Brano               | Fiume | Čakovec e Varaždin | Spalato | Osijek | Tenin e Sebenico | Vukovar | Pola | Zara | Zagabria | Ragusa | Totale |
| ------------------- | ----- | ------------------ | ------- | ------ | ---------------- | ------- | ---- | ---- | -------- | ------ | ------ |
| Putovanje           |       |                    | 1       |        |                  | 2       |      |      |          | 10     | 13     |
| Love at First Sight | 2     |                    |         |        |                  | 3       |      |      | 5        |        | 10     |
| Grijeh              |       | 1                  | 3       |        |                  |         | 3    |      |          |        | 7      |
| Dom                 |       |                    |         |        | 1                |         |      |      |          | 1      | 2      |
| Kme kme             | 1     | 6                  | 4       |        | 4                | 5       |      | 5    | 3        | 4      | 34     |
| I Still Live        |       |                    |         |        |                  |         |      |      |          | 8      | 8      |
| Putem snova         | 7     | 4                  |         | 1      | 7                |         | 8    |      | 8        | 2      | 37     |
| Free Fallin'        |       | 7                  |         |        |                  |         |      |      |          |        | 7      |
| I Will Wait         |       | 3                  |         | 2      |                  |         |      |      |          |        | 5      |
| Lost and Found      | 12    |                    | 12      |        |                  | 1       | 12   | 7    |          | 6      | 50     |
| Nesreća             |       |                    | 7       | 4      |                  |         | 6    | 2    | 2        |        | 21     |
| Angels and Demons   | 3     | 10                 | 6       | 7      | 3                | 4       |      | 4    | 7        |        | 44     |
| Distance            | 4     |                    |         | 3      | 6                |         | 7    | 3    |          |        | 23     |
| Master Blaster      | 6     | 2                  | 8       | 8      | 10               | 6       | 5    | 10   | 6        | 12     | 73     |
| Bye Bye Blonde      |       |                    |         | 6      | 2                | 12      |      | 1    | 1        |        | 22     |
| Mama šč!            | 10    | 12                 | 10      | 12     | 12               | 10      | 10   | 12   | 12       | 5      | 105    |
| Kreni dalje         | 5     | 5                  | 2       | 5      | 5                | 7       | 4    | 6    | 10       | 3      | 52     |
| Nevera (Lei, lei)   | 8     | 8                  | 5       | 10     | 8                | 8       | 1    | 8    | 4        | 7      | 67     |